# Sauvagesia erioclada
Sauvagesia erioclada là một loài thực vật có hoa trong họ Ochnaceae. Loài này được Maguire & K.D.Phelps miêu tả khoa học đầu tiên năm 1952.